# Joseph Menon
Pour les articles homonymes, voir Menon.
Joseph Menon, né vers 1700 et mort le 14 juillet 1771 à Verneuil-sur-Avre, est un auteur culinaire français.

## Biographie
On manque de renseignements sur ce savant gastronome, dont les ouvrages, nombreux, recherchés et fréquemment réimprimés, ont paru, pour la plupart, sans nom d’auteur. D’abord officier de bouche (chef de cuisine) chez la reine Marie Leczinska, il abandonne cette charge vers 1738, et commence sa carrière littéraire, l’année suivante, avec son Nouveau traité de la cuisine, en deux volumes.
Il est peu de livres qui, depuis leur apparition, aient donné lieu à un plus grand nombre de contrefaçons, de traductions ou d’éditions que la Cuisinière bourgeoise.

## Ouvrages principaux
- Nouveau Traité de la Cuisine, Paris, Saugrain Fils, 1739, 2 vol. in-12, tome premier sur Gallica, tome second sur Gallica.
- La Cuisinière bourgeoise, Paris, Guillyn, 1746, 1 vol. in-12, lire en ligne sur Gallica.
- La Science du Maître d’Hôtel cuisinier, Paris, Paulus-de-Mesnil, 1749, 1 vol. in-12, lire en ligne sur Gallica.
- La Science du Maître d’hôtel confiseur, Paris, Paulus-de-Mesnil, 1 vol. in-12, 1750 sur Gallica, 1776 sur Internet Archive.
- Les Soupers de la Cour  ou L'art de travailler toutes sortes d'alimens, pour servir les meilleures tables, suivant les quatre saisons., Paris, Guillyn, 1755, 4 vol. in-12, tome I sur Gallica, tome second sur Gallica, tome III sur Gallica, tome IV sur Gallica.
- Cuisine et Office de Santé, Paris, Leclerc, Prault Pere, Babuty Pere, 1757, 1 vol. in-12, lire en ligne sur Gallica.
- Traité historique et pratique de la Cuisine, Paris, Cl.-J.-B. Bauche 1758, 2 vol. in-12, tome premier sur Gallica, tome premier sur la Bibliothèque du Congrès, tome second sur la Bibliothèque du Congrès, .
- Le Manuel des officiers de bouche, Paris, Leclerc, 1759, 1 vol. in-12.
- Almanach de cuisine, Paris, Leclerc, 1761, 1 vol. in-12.
- Almanach d’office, Paris, Leclerc, 1761, 1 vol. in-12.